# Fürther Müll-Schwelbrennanlage

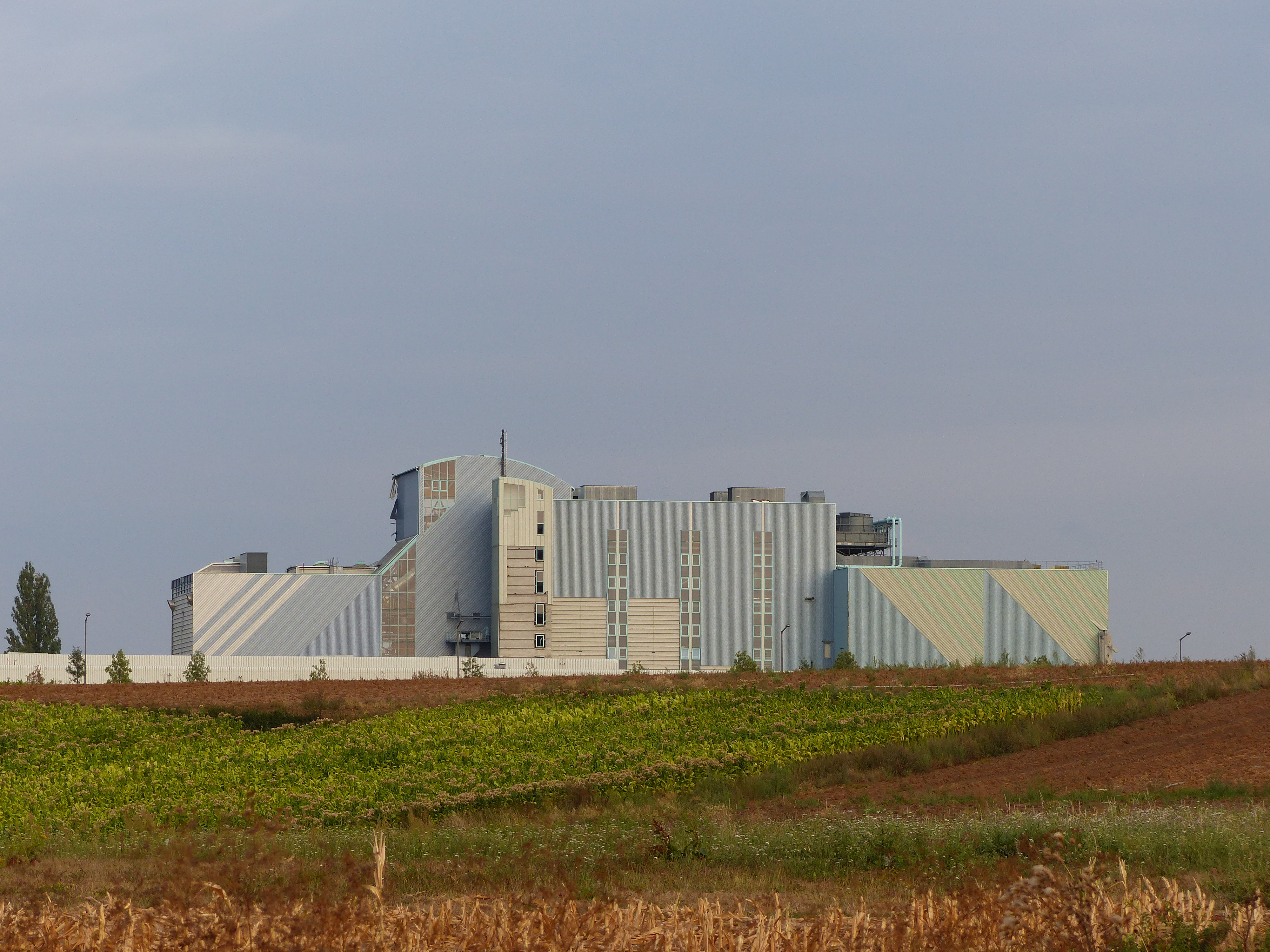
Die Fürther Müll-Schwelbrennanlage im August 2018

Die 1997 fertiggestellte Fürther Müll-Schwelbrennanlage (kurz: SBA) war ein 125 Millionen Euro teures Pilotprojekt der Firma Siemens zur Verschwelung von Müll und Herstellung von elektrischer Energie. Öffentlich wegen giftiger Schwelgase heftig umstritten, brachten mehrere Störfälle schon nach wenigen Wochen im Betrieb das Aus. Als Folge wird der Fürther Restmüll seit der Schließung des Müllbergs in die Nürnberger Müllverbrennung gebracht.

## Geschichte

### Bau und Bürgerprotest
Siemens KWU bot Fürth 1985 eine kostenlose Versuchsanlage zur Müllverschwelung an. Die Kosten wurden 1990 auf 32 Millionen Deutsche Mark beziffert, bis 1995 wuchsen sie auf 66 Millionen DM an. Nach der Genehmigung durch die Regierung von Mittelfranken begann der Bau der SBA im September 1994.
Nach gescheitertem Bürgerbegehren wurde die Anlage noch vor Inbetriebnahme privatisiert und an die Stromkonzern-Tochter UTM GmbH veräußert. Ziel war es, weiteren Müll aus Erlangen aufzunehmen.
Der Bund Naturschutz hielt der SBA gemeinsam mit dem „Müll und Umwelt e. V. Fürth“ ein alternatives Abfallkonzept entgegen. Breite Unterstützung kam aus weiten Kreisen der Bevölkerung; es fanden mehrere Demonstrationen statt und 1993 wurden 27.000 Einwendungen gegen die SBA abgegeben. In einer neuntägigen Anhörung im Nürnberger Messezentrum wurde dann das alternative Müllkonzept vorgetragen. Nach Baubeginn klagten fünf Betroffene gegen den Bescheid, als noch während der Bauphase 1995 eine Privatisierung ins Gespräch kam, wurde in Fürth erstmals ein Bürgerbegehren gestartet, dass schließlich knapp mit 49 % zu 51 % scheiterte.

### Scheitern
Nach Inbetriebnahme 1997 traten zahlreiche Probleme wie Materialstau, Softwareausfall und Schwelgasfreisetzung nach Bypassöffnung auf. Die neugegründete Aktion „Bürger beobachten die Schwel-Brenn-Anlage“ dokumentierte dies. 1998 wurde nochmals nachgebessert, doch beim Probelauf im August 1998 kam es zum entscheidenden Störfall, als ein Metallgeflecht im Müll zu einem Materialstau führte und eine Schweltrommeldichtung zerstörte, woraufhin giftiges Schwelgas austrat und 73 Personen verletzt wurden.

### Kosten
Während der Planungs- und Bauphase liefen die Kosten völlig aus dem Ruder. Ursprünglich waren die Baukosten auf ca. 16 Mio. Euro ausgelegt, gegen Ende des Projektes betrugen die Kosten ca. 125 Mio. Euro. Bereits beim Bau mussten die Partner im Zweckverband Abfallbeseitigung Rangau (ZAR) einer Risikobeteiligung zustimmen. Als die SBA endgültig außer Betrieb ging, hatte die Stadt 8,8 Millionen Mark an Siemens zu zahlen, weitere 5 Millionen Mark musste der damals im Müllzweckverband angeschlossene Landkreis aufbringen. 1999 erwarb der Bauunternehmer Günther Karl die Anlage von Siemens. Wie erst Anfang 2009 bekannt wurde, hatte dieser die stillgelegte SBA bereits zum 13. März 2008 an die Max Aicher GmbH, Freilassing weiterveräußert.

### Abriss

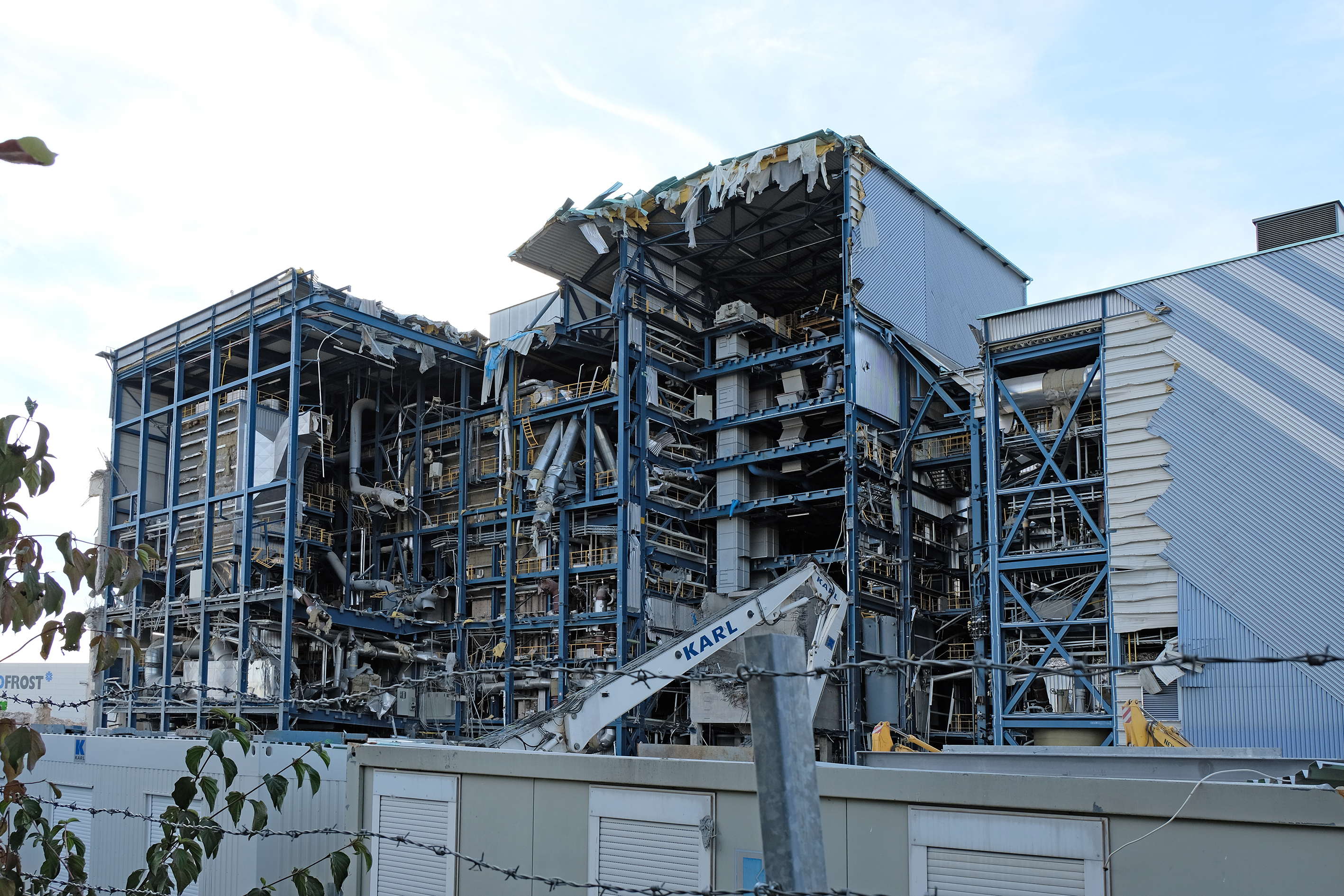
Abrissarbeiten der SBA in Fürth, Sept. 2018

Im August 2018 begannen nach 20 Jahren Leerstand die Abrissarbeiten, die im April 2019 beendet wurden.